# An–72

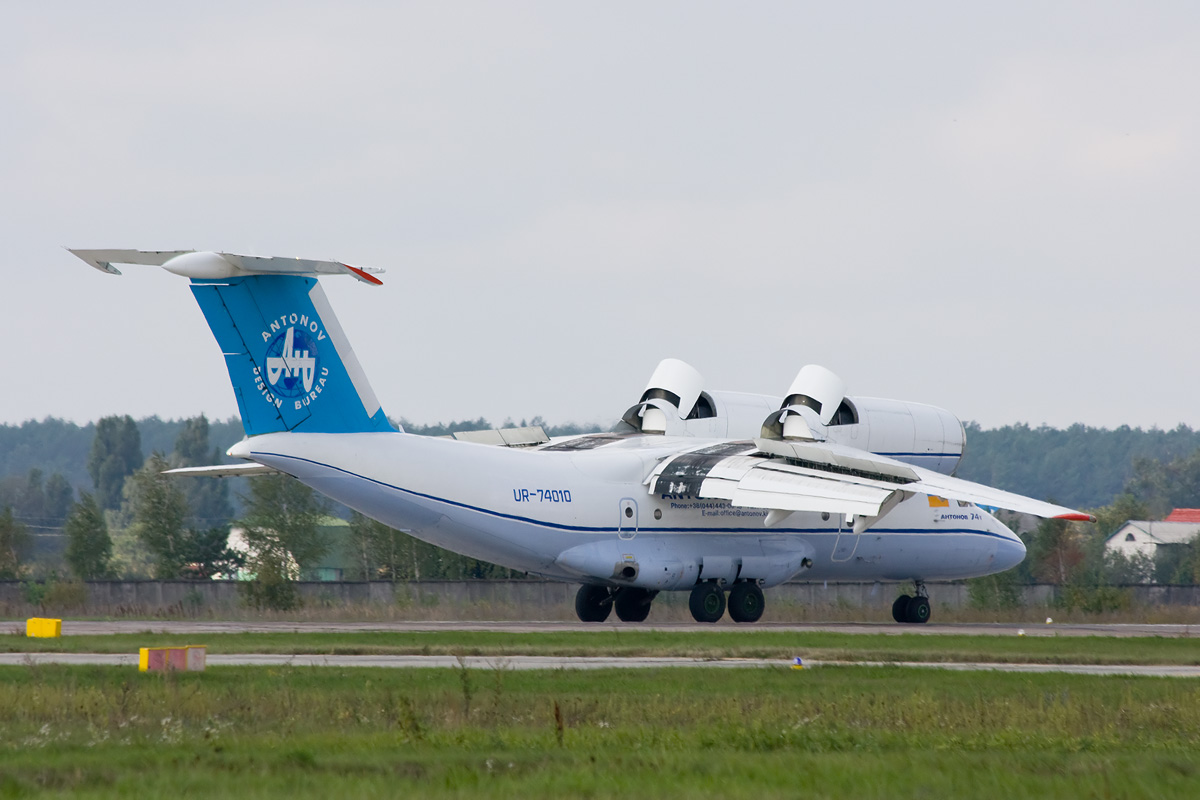
Egy An–74 leszállás után sugárfékkel fékez

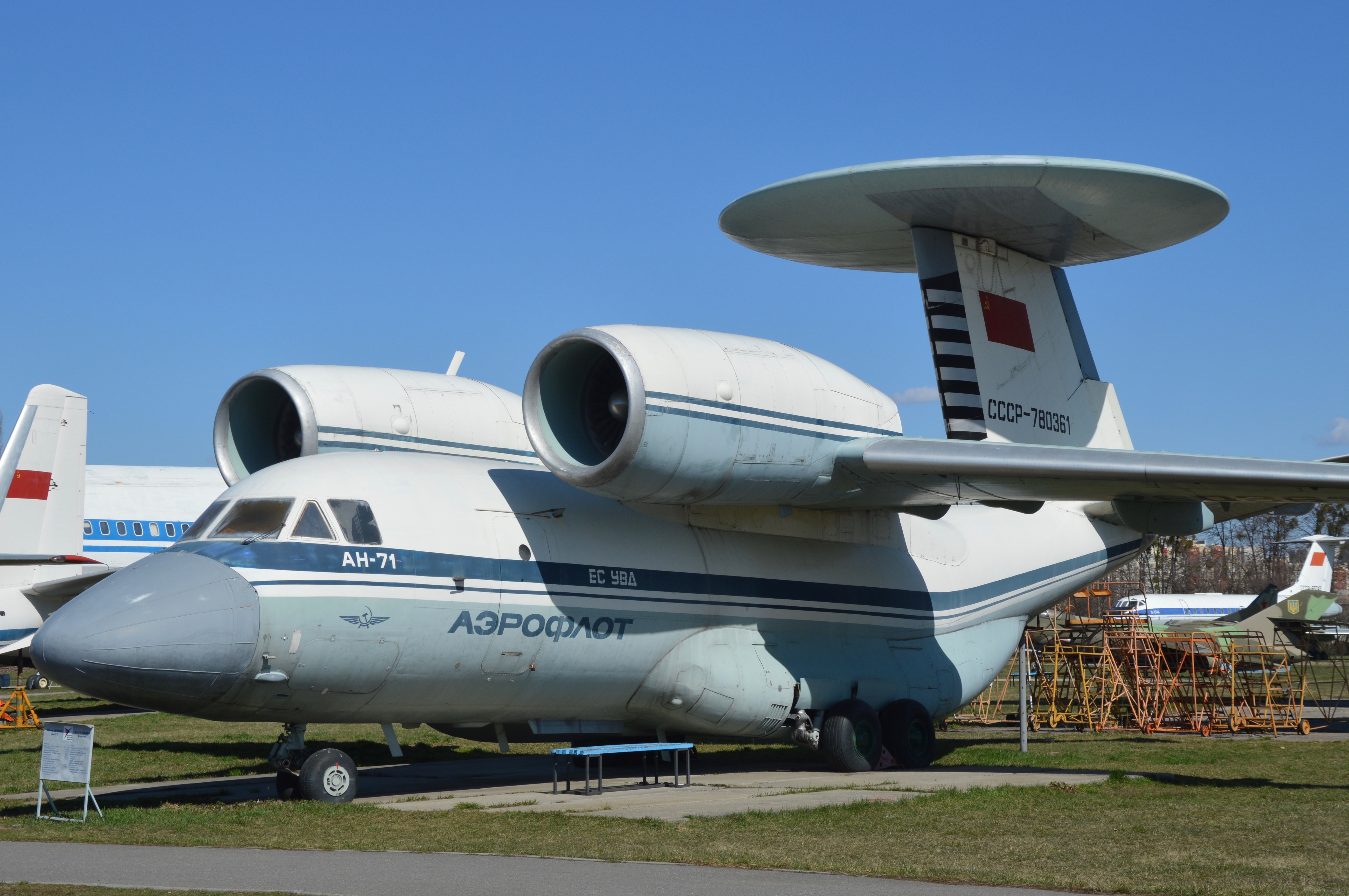
Az An–71 a Ukrán Állami Repülési Múzeumban

Az An–72 (NATO-kódja Coaler) az Antonov tervezőiroda (OKB–153) által kifejlesztett STOL-képességű teherszállító repülőgép. Az An–26 leváltására fejlesztették ki, azonban széleskörűen nem terjedt el. Sorozatgyártása 1985–1992 folyt a Harkivi Repülőgépgyárban. Az alapváltozatból összesen 195 darab készült. Továbbfejlesztett változata az An–74, amelynek gyártása napjainkban is folyik.
A típuson a Coandă-hatás hasznosítása miatt a két sugárhajtóművét a szárnyfelek felső síkjára építették. A kiáramló forró égésgázok miatt azonban titánötvözetű acéllemezeket kellett beépíteni. A Coandă-hatás szerint a kiáramló gázok követik a fékszárny felső felületét, ezzel érik el a tolóerővektor-eltérítést, mellyel csökkenteni tudják a nekifutási hosszt felszálláskor. Leszállás után a hajtóműveken sugárfékek vannak felszerelve, mellyel a kigurulási úthossz csökkenthető. Magát az elvet az Amerikai Légierő Advanced Medium STOL Transport (AMST) programja révén két példányban megépített Boeing-prototípus, az YC–14 hasznosította, hasonló aerodinamikai elrendezéssel.
A típus vállszárnyas elrendezésű, orrsegédszárnnyal és kettős réselésű fékszárnyakkal felszerelve, a vízszintes vezérsíkjai a függőleges vezérsík tetején lettek elhelyezve („T”-elrendezésű), V-beállítási szöge 0. Futóműve tricikliszerű, a főfutóműve tandemelrendezésben két párból áll, futószáranként dupla kerekekkel. Erős futóműve miatt képes füves, homokos futópályán is üzemelni. A tehertér csak hátulról rakodható, hagyományosan, lehajtható rámpán keresztül. 7,5 tonna feletti árut képes teherdobással repülés közben kijuttatni, a tehertérben utasülések elhelyezésével 52 fő szállítható.
1997 és 1998 év elején a Dakar-ralin két példány részt vállalt a járművek szállításában. 1999-től négy gép állandó tagja a rali bérelt teherszállító-flottájának.
A típust több nyugat-európai minőségtanúsító vállalat is rendszerbe vette (német, olasz, francia).
Továbbfejlesztett változata az An–74, amely csak kis mértékben tér el az alaptípustól. VIP-változata nem hasznosítja a Coandă-hatást, a szárnyfelek alá függesztett gondolában kaptak helyet a hajtóművei.
Egy kísérleti légtérellenőrző változat is készült, melynél az előre döntött függőleges vezérsík tetején helyezték el a körbeforgó antennagondolát. Ez az An–71, rendszeresítésére nem került sor, a prototípus első felszállása 1985. július 12-én történt. Ez napjainkban a kijevi Ukrán Állami Repülési Múzeumban van kiállítva.

## Megrendelő és üzemeltető országok

### Katonai célú üzemeltetők
- Egyiptomi Légierő: 1 + 2 darab An–74T–200A (+ 6 rendelés alatt)
- Grúz Légierő
- Iráni Légierő: 4 darab An–74TK–200, 7 darab An–74T–200
- Moldáv Légierő: 2 darab
- Líbiai Légierő: (LAAF 722)
- Orosz Légierő
- Ukrán Légierő: 26 darab
- ENSZ